# Условно-досрочное освобождение
Усло́вно-досро́чное освобожде́ние от наказа́ния (УДО) — прекращение исполнения уголовного наказания, связанное с достижением его целей, до отбытия назначенного осуждённому срока наказания, с установлением для освобождаемого лица испытательного срока, в течение которого оно должно доказать своё исправление. Нарушение условий испытательного срока ведёт к возобновлению исполнения назначенного наказания.
Впервые условно-досрочное освобождение от наказания появилось во Франции в 1885 году. С тех пор данный институт был воспринят правовыми системами (уголовным или уголовно-процессуальным законодательством) практически во всех странах мира. Его применение является проявлением гуманизма и направлено на стимулирование осуждённых к исправлению и перевоспитанию, а также поддержание порядка в исправительных учреждениях.
В большинстве стран мира условно-досрочное освобождение возможно лишь от наказаний, связанных с лишением свободы осуждённого, однако в отдельных национальных правовых системах (в частности, государств постсоветского пространства) возможно и его применение в отношении осуждённых, отбывающих исправительные работы, ограничение по военной службе, содержание в дисциплинарной воинской части и др.
Условно-досрочное освобождение от наказания может быть полным или частичным. При полном освобождении осуждённый освобождается как от основного, так и от дополнительного наказания, если оно назначалось. При частичном освобождении исполнение дополнительного наказания продолжается.

## Юридическая природа
Вопрос о юридической природе условно-досрочного освобождения от наказания является спорным.
Согласно первой точке зрения, условно-досрочное освобождение является одной из стадий исполнения наказания. Так, в марочной, или звёздной прогрессивной системе отбывания лишения свободы, существовавшей в Австралии в первой половине XIX века, правовой режим, схожий с условно-досрочным освобождением устанавливался для последней ступени отбывания наказания, которой предшествовали одиночное заключение и совместное заключение. Для этой последней стадии были характерны значительные ограничения прав и свобод осуждённых и усиленный надзор за ними. В такой системе условно-досрочное освобождение фактически выступает продолжением назначенного наказания.
Согласно другой точке зрения, условно-досрочное освобождение фактически представляет собой внесение изменений в приговор суда. Другими авторами отмечается, что изменение приговора суда может осуществляться только в особом процессуальном порядке (кассация, надзор) и вышестоящим судом, а вопрос об условно-досрочном освобождении решается судом того же уровня, которым был вынесен приговор, и что «условно-досрочное освобождение не колеблет стабильности приговора».
Согласно ещё одному мнению, условно-досрочное освобождение от наказания «заключается в досрочном прекращении отбывания наказания при условии соблюдения освобождённым в течение испытательного срока восстановленных законом требований».
Условно-досрочное освобождение от наказания также может рассматриваться как субъективное право осуждённого или один из видов уголовно-правового поощрения.

## Основания условно-досрочного освобождения
Законодательство большинства стран мира связывает условно-досрочное освобождение с двумя обстоятельствами: достижение целей наказания (материальный критерий) и отбытие осуждённым определённой части назначенного срока наказания (формальный критерий). При этом в большинстве случаев освобождение производится не на чисто формальных основаниях, а с учётом личности и поведения конкретного осуждённого.

### Достижение целей наказания
Хотя принцип экономии уголовной репрессии требует, чтобы назначаемое судом наказание было минимально достаточным для исправления осуждённого, в реальности бывает очень трудно предсказать его воздействие на конкретного осуждённого. Даже если судом полностью учтены все объективные факторы, связанные как с совершённым деянием, так и с личностью преступника, это не гарантирует выбора оптимальной по своему исправительному воздействию меры наказания. Кроме того, личность осуждённого меняется в процессе исполнения наказания, и далеко не всегда такие изменения носят негативный характер. Часто ещё до момента полного отбывания наказания его цели полностью или частично достигаются.
В законодательстве различных стран существует множество формулировок материального критерия условно-досрочного освобождения:
- отсутствие необходимости в отбывании полного срока наказания (государства постсоветского пространства);
- наличие оснований предполагать, что лицо не совершит новых преступлений и без дальнейшего отбывания наказания (Австрия, Германия, Парагвай);
- хорошее поведение, свидетельствующее о нецелесообразности дальнейшего применения наказания (Англия);
- перевоспитание осуждённого (Албания);
- соблюдение режима содержания, восприятие воспитательных мер, искреннее раскаяние (КНР);
- положительное заключение компетентного органа о хорошем поведении осуждённого и способности соблюдать налагаемые в течение испытательного срока ограничения (некоторые штаты США);
- весомые основания считать, что осуждённый достиг социальной реабилитации (Франция);
- подлинное исправление осуждённого (Япония).

В целом можно выделить четыре подхода к оценке материального критерия. Во-первых, может требоваться комплексная оценка личности и поведения осуждённого (Германия, Эстония, Польша). Учёту подлежат различные обстоятельства, связанные с характеристикой личности осуждённого (нравственный облик, особенности и качества), его поведение, предшествовавшее совершению преступления, обстоятельства совершения преступления, поведение осуждённого в ходе исполнения наказания, условия его жизни и предполагаемое поведение после освобождения.
Во-вторых, первостепенное внимание может уделяться перспективам интеграции осуждённого в общество и его дальнейшего правопослушного поведения. В Испании основанием для освобождения служит составленный экспертами Суда по Надзору положительный прогноз социальной реабилитации осуждённого. В США перед слушанием дела о досрочном освобождении осуждённый составляет план будущей социальной реабилитации, включающий сведения о предполагаемых социальных контактах, трудовой и иной деятельности, образе жизни.
В-третьих, акцент может делаться на констатации факта хорошего поведения осуждённого в период отбывания наказания (Аргентина, Белоруссия, Болгария, Таджикистан, Узбекистан, Россия, Украина, Филиппины). Критерием хорошего поведения может служить выполнение правил внутреннего распорядка исправительного учреждения (Аргентина), примерное поведение лица (Белоруссия), добросовестное отношение к труду и соблюдение требований режима (Болгария, Таджикистан, Узбекистан, Украина).
Наконец, законодательство некоторых стран содержит презумпцию исправления осуждённого после отбывания определённой части назначенного срока наказания, которая должна быть опровергнута конкретными фактами, дающими основания предполагать, что исправление осуждённого не достигнуто. В Австрии основанием для отказа в освобождении после отбытия 2/3 назначенного срока наказания может служить наличие оснований предполагать совершение осуждённым новых преступлений после освобождения, а в Швеции — грубые нарушения порядка отбывания наказания.

### Фактическое отбытие части наказания
Минимальный срок, который должно отбыть лицо для того, чтобы стало возможным его условно-досрочное освобождение, варьируется в разных странах мира и составляет:
- 1/3 от установленного приговором суда срока в Англии, Бельгии, Хорватии, Республике Корея, Японии;
- 1/2 от установленного приговором срока в Австрии, Албании, Болгарии, КНР, Португалии, Словакии, Франции, Чехии;
- 2/3 от установленного приговором срока в Боливии, Панаме, Парагвае; в Германии, Дании, Исландии (в особых случаях после отбытия 1/2 срока);
- 3/4 от установленного приговором срока в Испании (в особых случаях после отбытия 2/3 срока).

Размер срока может определяться дифференцированно в зависимости от обстоятельств, связанных с совершённым преступлением, назначенным наказанием или личностью осуждённого.
Так, многие кодексы стран постсоветского пространства ставят срок, который требуется фактически отбыть, в зависимость от категории совершённого преступления. Так, по УК РФ требуется отбыть не менее 1/3 от наказания, назначенного за преступления небольшой и средней тяжести, 1/2 наказания за тяжкое преступление, 2/3 наказания за особо тяжкое преступление. Кроме того, по отдельным видам преступлений УК РФ (например, против половой неприкосновенности несовершеннолетних и преступления террористического характера) также устанавливаются повышенные сроки, которые требуется отбыть: 3/4 или даже 4/5 от назначенного наказания.
Обстоятельства, связанные с назначенным наказанием, предусмотрены, например, УК Аргентины. Если лицо осуждено к каторжным работам или тюремному заключению на срок более трёх лет, требуется фактическое отбывание 2/3 срока наказания, если срок составляет менее трёх лет, то необходимо фактическое отбывание 8 месяцев тюремного заключения или 1 года каторжных работ.
Обстоятельства, связанные с личностью осуждённого, могут как уменьшать, так и увеличивать подлежащий отбыванию срок наказания. Так, УК Федерации Боснии и Герцеговины, а также Македонии предусматривают сокращение срока с 1/2 до 1/3 от назначенного при наличии особых обстоятельств, касающихся личности осуждённого. УК Франции, напротив, предусматривает увеличение такого срока с 1/2 до 2/3 от назначенного для рецидивистов.
Особая система исчисления подлежащих отбытию сроков существует в США, где широко распространены неопределённые приговоры. В этом случае минимальный срок, подлежащий отбыванию, определяется приговором суда, а при отсутствии определённого судом минимума отбытию подлежит определённая доля от максимального срока наказания. В данном случае освобождение от отбывания наказания является безусловным, хотя по своей сути данный институт схож с условно-досрочным освобождением.
Для предотвращения случайного освобождения при отсутствии фактического достижения целей наказания устанавливается также минимальный абсолютный срок наказания, который необходимо отбыть для получения права на условно-досрочное освобождение. В Швеции он составляет 1 месяц, в Венгрии, Германии, Дании — 2 месяца, в Австрии, Сенегале — 3 месяца, в странах постсоветского пространства, Польше, Португалии — 6 месяцев; в Италии — 30 месяцев.

## Испытательный срок
Условный характер досрочного освобождения связан с возможностью его отмены в течение определённого срока, если осуждённый совершит новое преступление или будет уклоняться от выполнения иных обязанностей, связанных с его ресоциализацией.
Обычно испытательный срок связывается со сроком неотбытой части наказания (страны постсоветского пространства, Болгария, Венгрия, КНР, Республика Корея, Швеция, Эстония), однако может и быть указан в законодательстве (от 1 года до 5 лет в Австрии и Швейцарии, от 2 до 5 лет в Польше, до 5 лет в Дании и Исландии).
Увеличение испытательного срока может связываться с различными обстоятельствами. Например, в Австрии наличие психических отклонений или рецидива преступлений у освобождаемого преступника влечёт установление испытательного срока в 10 лет.
Как правило, на освобождаемое лицо налагаются обязанности, связанные с его ресоциализацией, аналогичные применяемым при условном осуждении или пробации.
Совершение лицом нового преступления или иное нарушение условий освобождения обычно влечёт отмену освобождения. В зависимости от тяжести нарушения такая отмена может быть безусловной или зависеть от усмотрения суда или иного компетентного органа.

## Категории лиц, к которым не применяется досрочное освобождение
В отношении отдельных категорий лиц условно-досрочное освобождение не может применяться ввиду их особой социальной опасности совершённого деяния либо презумпции невозможности их исправления в силу сформировавшихся у них антисоциальных установок.
Так, с простым рецидивом преступлений связывает запрет на освобождение УК Албании, Аргентины, Венгрии, с опасным рецидивом — УК Литвы, Болгарии, с особо опасным — Киргизии, Таджикистана, Туркменистана. В КНР условно-досрочное освобождение не может применяться в отношении лиц, совершивших убийство, взрыв, разбой, изнасилование, иные насильственные преступления, а также к рецидивистам, которые осуждены к лишению свободы на срок свыше 10 лет. По УК Узбекистана не может быть освобождено лицо, которому смертная казнь была заменена лишением свободы в порядке помилования; особо опасный рецидивист; организатор и члены преступного сообщества или организованной группы; лица, осуждённые за убийство при отягчающих обстоятельствах, изнасилование, государственные и некоторые другие особо тяжкие преступления.
Особые условия, как правило, предусматриваются для осуждённых, которые уже ранее освобождались условно-досрочно. Если условно-досрочное освобождение отменялось, в некоторых странах оно вообще не может применяться (Аргентина), либо может применяться после отбытия увеличенной доли срока наказания (страны постсоветского пространства). Не допускается повторное условно-досрочное освобождение в Болгарии и Боливии.
Для отдельных категорий лиц могут быть предусмотрены особые условия освобождения. Так, по УК РФ, при рассмотрении ходатайства об условно-досрочном освобождении от отбывания наказания осуждённого за преступление против половой неприкосновенности несовершеннолетнего, не достигшего четырнадцатилетнего возраста, суд учитывает результаты судебно-психиатрической экспертизы в отношении такого осуждённого.

## Условно-досрочное освобождение от пожизненного лишения свободы
В большинстве стран, применяющих наказание в виде пожизненного лишения свободы, возможно условно-досрочное освобождение от данного наказания. Как правило, оно связывается с фактическим отбытием длительных сроков наказания (Чили — 40 лет; некоторые штаты США — 35 лет; Филиппины, Куба, Эстония — 30 лет; Италия — 21 год или 26 лет; Россия (только де-юре), Азербайджан, Латвия — 25 лет; Франция — 18 лет или 22 года; Аргентина, Венгрия, Румыния — 20 лет; Австрия, Германия, Швейцария — 15 лет; КНР, Япония — 10 лет), а также правопослушном поведении лица в период отбывания наказания.
Испытательный срок при этом обычно устанавливается законом: например в Аргентине он составляет 5 лет.
В некоторых штатах США, Литве, Зимбабве условно-досрочное освобождение от данного наказания невозможно.

## Условно-досрочное освобождение от наказания в российском праве

### История
Схожая с условно-досрочным освобождением от наказания практика появилась в России в ст. 300 Устава о ссыльных. Каторжане, подававшие надежду на «исправление, доказавшие покорность начальству, воздержанность, опрятность и трудолюбие», получали существенные поблажки в режиме отбывания наказания: возможность проживать вне острога, построить дом и вступить в брак. Также фактически с середины XIX века лица, отбывавшие наказание в исправительных приютах, после фактического исполнения 2/3 назначенного наказания, освобождались от дальнейшего отбывания наказания с условием возвращения в приют «на случай дурного поведения».
22 июня 1909 года был принят закон «Об условно-досрочном освобождении», окончательно закрепивший данную практику в уголовном праве России. Он продолжал применяться и в послереволюционный период на основании Декрета о суде № 1. Фигурировало оно и во вновь принятых актах уголовного законодательства. Условно-досрочное освобождение было отменено с 1939 (впрочем, ограниченно практиковалось сокращение срока заключения, за счёт зачёта рабочих дней) и было вновь введено лишь Указом Президиума Верховного Совета СССР от 14 июля 1954 года «О введении условно-досрочного освобождения из мест заключения».

### Действующее законодательство
Если лицо, отбывающее наказание в виде лишения свободы, принудительных работ или содержащееся в дисциплинарной воинской части до полного отбывания назначенного ему срока наказания будет признано судом не нуждающимся в дальнейшем отбывании наказания для своего исправления, оно может быть освобождено условно-досрочно.
Вопрос о необходимости полного исправления осуждённого для его освобождения является спорным. С одной стороны, ст. 175 УИК РФ требует предоставления в суд сведений, свидетельствующих об исправлении осуждённого. С другой стороны, УК РФ не содержит требования именно о достижении исправления к моменту освобождения: необходимо лишь отпадение необходимости в дальнейшем отбывании наказания. Свидетельствовать о достаточном исправлении могут полное или частичное возмещение ущерба потерпевшему, раскаяние в содеянном, соблюдение режима отбывания наказания, ответственное отношение к труду или учёбе, взаимоотношения с другими осуждёнными и родственниками и т. д.
Условно-досрочное освобождение может быть отменено, а осуждённый возвращён для отбывания оставшегося срока наказания, если он нарушил общественный порядок, за что на него было наложено административное взыскание, или злостно уклоняется от исполнения возложенных на него судом обязанностей или принудительных мер медицинского характера, или совершил уголовное преступление (ч. 7 ст. 79 УК РФ).
Прежде чем осуждённому будет предоставлена возможность ходатайствовать об условно-досрочном освобождении, он должен фактически отбыть часть срока наказания:
- не менее 1/4 срока наказания за преступление небольшой тяжести для беременных женщин и женщин, имеющих ребенка в возрасте до 4 лет, находящегося в доме ребенка исправительного учреждения;
- не менее 1/3 срока наказания за преступление небольшой или средней тяжести;
- не менее 1/2 срока наказания за тяжкое преступление;
- не менее 2/3 срока наказания за особо тяжкое преступление;
- не менее 3/4 срока наказания, назначенного за преступления против половой неприкосновенности несовершеннолетних, за тяжкие и особо тяжкие преступления, связанные с незаконным оборотом наркотических средств, психотропных веществ и их прекурсоров, а также за преступления, предусмотренные статьями 205, 205.1 и 210 УК РФ (соответственно, терроризм, содействие террористической деятельности и организация преступного сообщества и участие в нём);
- не менее 4/5 срока наказания, назначенного за преступления против половой неприкосновенности несовершеннолетних, не достигших четырнадцатилетнего возраста. В этом случае суд также учитывает результаты судебно-психиатрической экспертизы в отношении такого осуждённого.
- не менее 25 лет, если лицо отбывает пожизненное лишение свободы;

На освобождаемого могут быть наложены обязанности, способствующие его исправлению, которые должны исполняться в течение оставшегося срока наказания. Это могут быть обязанности: не менять постоянного места жительства, работы, учёбы без уведомления специализированного государственного органа, осуществляющего контроль за поведением условно осуждённого, не посещать определённые места, пройти курс лечения от алкоголизма, наркомании, токсикомании или венерического заболевания, трудиться (трудоустроиться) либо продолжить обучение в общеобразовательном учреждении, а также иные, назначенные судом.
Контроль за поведением освобождённых, в частности, за исполнением возложенных на них обязанностей, осуществляется уголовно-исполнительными инспекциями, а в отношении военнослужащих — командованием воинских частей и учреждений.
Лицо, отбывающее пожизненное лишение свободы, может быть освобождено условно-досрочно, если судом будет признано, что оно не нуждается в дальнейшем отбывании этого наказания и фактически отбыло не менее двадцати пяти лет лишения свободы. Условно-досрочное освобождение от дальнейшего отбывания пожизненного лишения свободы применяется только при отсутствии у осуждённого злостных нарушений установленного порядка отбывания наказания в течение предшествующих трёх лет. Лицо, совершившее в период отбывания пожизненного лишения свободы новое тяжкое или особо тяжкое преступление, условно-досрочному освобождению не подлежит. По состоянию на 2020 год ни один осуждённый к пожизненному лишению свободы условно-досрочно освобождён не был.